# Kellen Davis
Kellen Davis (Adrian, 11 ottobre 1985) è un giocatore di football americano statunitense che gioca nel ruolo di tight end per i New York Jets della National Football League (NFL). Fu scelto nel corso del quinto giro (158º assoluto) del Draft NFL 2008 dai Chicago Bears. Al college ha giocato a football all’Università statale del Michigan.

## Carriera professionistica

### Chicago Bears

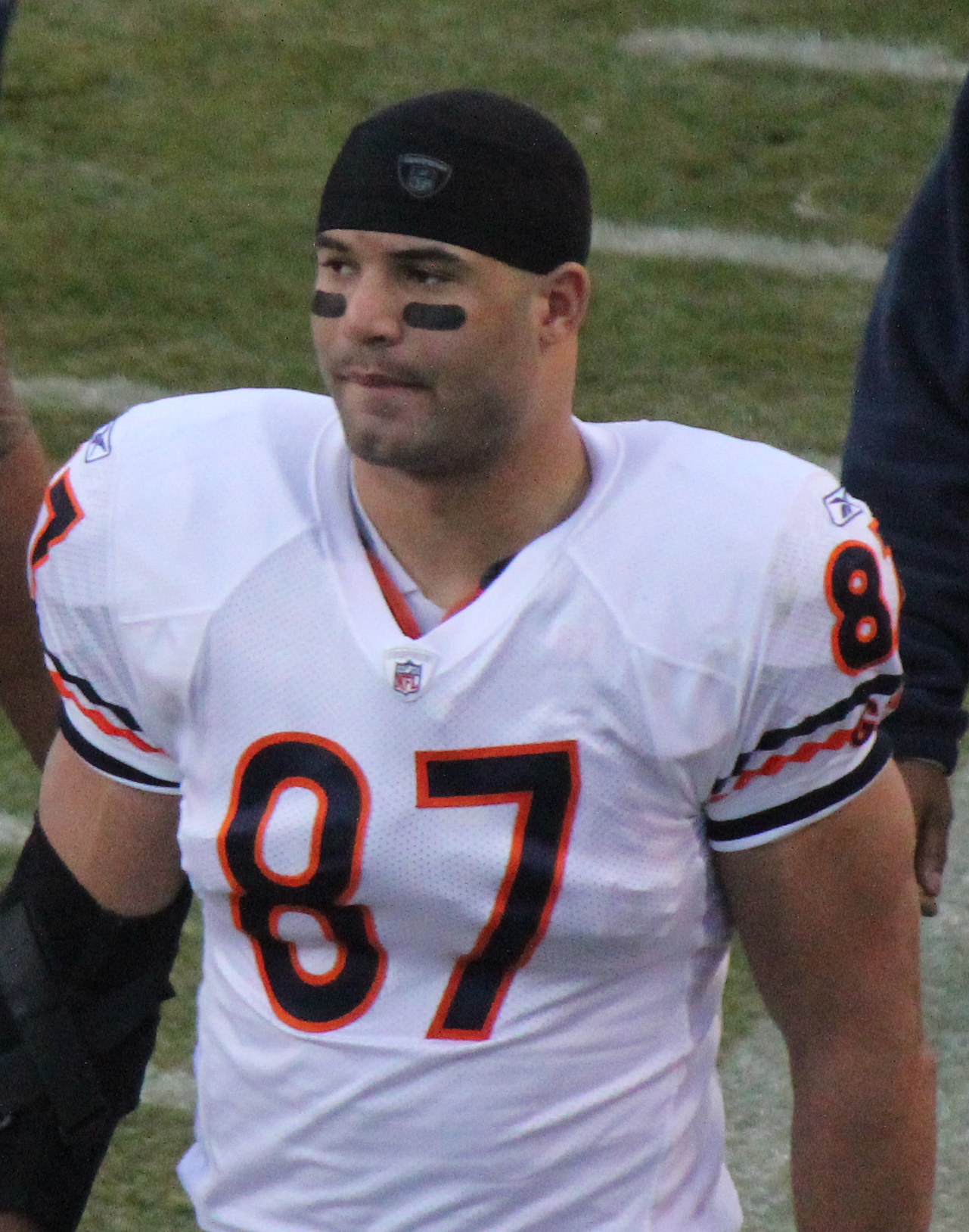
Davis nel 2011

Davis fu scelto nel corso del quinto giro del Draft 2008 dai Chicago Bears. Ricevette il suo primo passaggio (da 11 yard) e segnò il suo primo touchdown contro i Pittsburgh Steelers il 20 settembre 2009.
Malgrado Davis avesse disputato tutte le 48 partite nel corso delle sue prime tre stagioni nella lega, fu limitato a sole cinque partite da titolare a causa della presenza di Greg Olsen nel roster, una scelta del primo giro del draft NFL 2007.
Dopo la scambio di Olsen coi Carolina Panthers nel 2011, Davis divenne il tight end titolare dei Bears. Nel 2011 ricevette 18 passaggi per 206 yard e 5 touchdown. Nel 2012, Davis si fece sfuggire diversi passaggi, terminando con sole 19 ricezioni. Il 13 marzi 2013 fu svincolato dai Bears.

### Cleveland Browns
Il 22 marzo 2013, Davis firmò coi Cleveland Browns. Il 1º settembre 2013 fu svincolato.

### Seattle Seahawks
L'11 settembre 2013, Davis firmò con i Seattle Seahawks. Il primo touchdown con la nuova maglia lo segnò nella vittoria della settimana 7 contro gli Arizona Cardinals. La sua stagione si concluse con 32 yard ricevute in 15 presenze nella stagione regolare, di cui quattro come titolare. Il 2 febbraio 2014 vinse il Super Bowl XLVIII quando i Seahawks batterono i Denver Broncos per 43-8.

### New York Jets
Nel 2014, Davis fece parte dei roster di New York Giants e Detroit Lions senza mai scendere in campo. Il 25 marzo 2015 firmò coi New York Jets.

## Palmarès

### Franchigia
- Super Bowl : 1

Seattle Seahawks: Super Bowl XLVIII
- National Football Conference Championship: 1

Seattle Seahawks: 2013

## Statistiche
| Partite totali         | 95  |
| Partite da titolare    | 39  |
| Yard su ricezione      | 561 |
| Touchdown su ricezione | 12  |

Statistiche aggiornate alla stagione 2013